# Абдулла Дерменджи
Абдулла́ Дерменджи́ (крим. Abdulla Dermenci, 14 квітня 1905, Кікінеїз, Російська імперія — 31 січня 1976) — кримськотатарський письменник і літературний критик.

## З біографії
Закінчив сільську школу і в 1921–1926 рр. навчався в Ялтинському педагогічному технікумі, потім поступив у Кримський педагогічний інститут. Після отримання педагогічної освіти закінчив курси при Московському інституті журналістики. З 1926 р. працював в редакції газети " Яш к'увет ", потім редактором дитячого журналу " Яш ленінджілер ", далі редактором Бахчисарайської районної газети «Більшовик». У 1934 році обраний делегатом першого з'їзду Спілки письменників СРСР. З 1938 року — головний редактор кримськотатарських передач в Радіокомітеті .
Учасник Великої Вітчизняної війни. Літературний співробітник газети «Прапор перемоги». У 1943 році повертається на батьківщину інвалідом 2-ї групи . Депортований до м. Янгиюль Узбецької РСР. У 1957–1968 рр. . відповідальний секретар, потім заступник редактора газети «Ленін байраг'и».
Помер Абдулла Дерменджи у 1976 році.

## Творчий доробок
Абдулла Дерменджи — автор ряду книг і публікацій різного жанру: оповідань, критичних статей, рецензій.